# General Dynamics-Grumman F-111B
F-111B — американский палубный истребитель дальнего действия, флотская модификация истребителя F-111. Разрабатывался для замены авиапарка палубных истребителей F-4. Был разработан в 1960-х годах General Dynamics совместно с Grumman для ВМС США. Вобрал в себя ряд новшеств, таких как крылья изменяемой стреловидности, двухконтурный турбореактивный двигатель с форсажной камерой, радиолокационные средства дальнего обнаружения, дальнобойное ракетное вооружение и систему управления им. На вооружение принят не был, уступив место более лёгкому F-14 с аналогичными двигателями, вооружением и конфигурацией крыла.

## Назначение
Самолёт разрабатывался для защиты авианосных ударных соединений от авиации противника. Для этих целей одновременно с самим самолётом разрабатывалась система управления вооружением, включавшая в себя бортовой радиолокатор переднего обзора/сопровождения целей, обеспечивавший их своевременное обнаружение, а также дальнобойные средства перехвата в виде управляемых ракет класса «воздух—воздух» большой дальности.

## История
Разработка палубной модификации истребителя велась параллельно с его основной моделью (F-111), создававшейся для ВВС США в рамках программы экспериментального тактического истребителя нового поколения TFX (Tactical Fighter Experimental), как её ответвление для флота, что традиционно нервировало американский адмиралитет, который привык работать со своими собственными подрядчиками из числа авиастроительных компаний и воспринимал указанную программу как «подачку» со стола ВВС. Программой TFX предусматривалось создание многоцелевого истребителя для рейдов вглубь территории противника на малых и предельно малых высотах, и для доставки тактических ядерных боеприпасов к целям, представляющим особую важность, в то время как флот интересовала в большей степени тема перехвата средств воздушного нападения противника. В немалой степени именно названные межвидовые противоречия вместе с соображениями лётно-технического характера привели к сворачиванию проекта.

## Задействованные структуры
В разработке и изготовлении узлов и агрегатов самолётов и сопутствующего оборудования были задействованы следующие коммерческие структуры:
Генеральный подрядчик работ
- Самолёт в целом — General Dynamics Corp., Fort Worth Division, Форт-Уэрт, Техас.

Ассоциированный подрядчик
- Сборка и доставка — Grumman Aircraft Engineering Corp., Бетпейдж, Лонг-Айленд.

Поставщики бортового оборудования по заказу генподрядчика (CFE)
- Руль направления/вертикальное хвостовое оперение — General Dynamics-Canadair Ltd., Монреаль, Квебек;
- Хвостовая часть фюзеляжа, хвостовой стабилизатор, взлётно-посадочное устройство, тормозное устройство, передняя стойка шасси, командно-пилотажный дисплей, индикатор пространственного положения, индикатор дискретных сообщений, радиовысотомер малых высот — Grumman Aircraft Engineering Corp., Бетпейдж, Лонг-Айленд;
- Кабина экипажа — McDonnell Douglas Corp., Сент-Луис, Миссури;
- Система управления воздухозаборником — United Aircraft Corp., Hamilton Standard Division, Виндзор-Локс, Коннектикут;
- Сеть переменного тока — Westinghouse Electric Corp., Aerospace Electrical Division, Лайма, Огайо;
- Пилотажно-навигационное оборудование — General Electric Co., Armament & Control Section, Light Military Electronics Dept., Джонсон-Сити, Нью-Йорк;
- Система обработки данных воздушной обстановки — Bendix Corp., Eclipse-Pioneer Division, Тетерборо, Нью-Джерси;
- Навигационно-прицельная система — Litton Systems, Inc., Guidance & Control System Division, Вудленд-Хиллз, Калифорния;
- Средства инфракрасного противодействия — AVCO Corp., Electronics Division, Цинциннати, Огайо;
- Автомат сбрасывания отражателей — Webcor, Inc., Чикаго, Иллинойс;
- Система охлаждения/блок контроля температуры — Garrett Corp., AiResearch Manufacturing Co., Лос-Анджелес, Калифорния;
- Система приводов рулевых поверхностей — Bendix Corp., Bendix-Pacific Div., Северный Голливуд, Калифорния;
- Система привода стреловидности крыла — Jarry Hydraulics Ltd., Монреаль, Квебек.

Поставщики бортового оборудования по госзаказам (GFE)
- Авиадвигатель — United Aircraft Corp., Pratt & Whitney Division, Ист-Харфорд, Коннектикут;
- Бортовое радиоэлектронное оборудование — Collins Radio Co., Сидар-Рапидс, Айова; Stewart-Warner Corp., Electronics Division, Чикаго, Иллинойс; Radio Corp. of America, Camden Plant, Камден, Нью-Джерси; Hughes Aircraft Co., Калвер-Сити, Калифорния.

## Лётно-технические характеристики
Источник данных: 

Технические характеристики
- Экипаж: 2 человека (пилот и оператор бортового вооружения)
- Грузоподъёмность: 18,99 т
- Длина: 20,98 м
- Размах крыла:  
  - в полётной конфигурации: 21,3 м
  - в сложенном состоянии: 10,34 м
- Высота: 4,80 м
- Площадь крыла:  
  - в полётной конфигурации: 60,9 м²
  - в сложенном состоянии: 51,1 м²
- Масса пустого: 20910 кг
- Масса снаряжённого: 35800 кг
- Максимальная взлётная масса: 39900 кг
- Масса топлива во внутренних баках: 10432 кг
- Объём топливных баков: 12720 л
- Силовая установка: 2 × ТРДДФ Pratt & Whitney TF30-P-3
  - Бесфорсажная тяга: 2 × 4876 кгс (47,8 кН)
  - Форсажная тяга: 2 × 8391 кгс (82,3 кН)

Лётные характеристики
- Максимальная скорость: 2330 км/ч (М=2,2)
- Боевой радиус: 3390 км (с нормальной боевой нагрузкой, без ПТБ)
- Перегоночная дальность: 5150 км (с 2 ПТБ по 946 л)
- Практический потолок: 19800 м
- Скороподъёмность: 108 м/сек
- Нагрузка на крыло:  
  - в полётной конфигурации: 586 кг/м²
  - в сложенном состоянии: 703 кг/м²
- Тяговооружённость: 0,47

Вооружение
- Стрелково-пушечное: 1 х 20-мм шестиствольная пушка M61
- Точки подвески: 6 (для вооружения и ПТБ)
- Управляемые ракеты:  
  - УРВВ: 6 × AIM-54